# Petalura
Petalura é um género de libelinha da família Petaluridae.
Este género contém as seguintes espécies:
- Petalura pulcherrima
- Petalura gigantea
- Petalura ingentissima
- Petalura litorea